# Auditorium du Louvre
L'auditorium du Louvre est la salle de spectacle du musée du Louvre.

## Histoire
En 1989, l’auditorium, situé sous la pyramide du musée, est créé par l’architecte sino-américain Ieoh Ming Pei.
En 2021, l'auditorium prends le nom de Michel Laclotte, conservateur du patrimoine et directeur du musée du Louvre de 1987 à 1994.

## La salle
La jauge actuelle est de 450 places.

## Les concerts

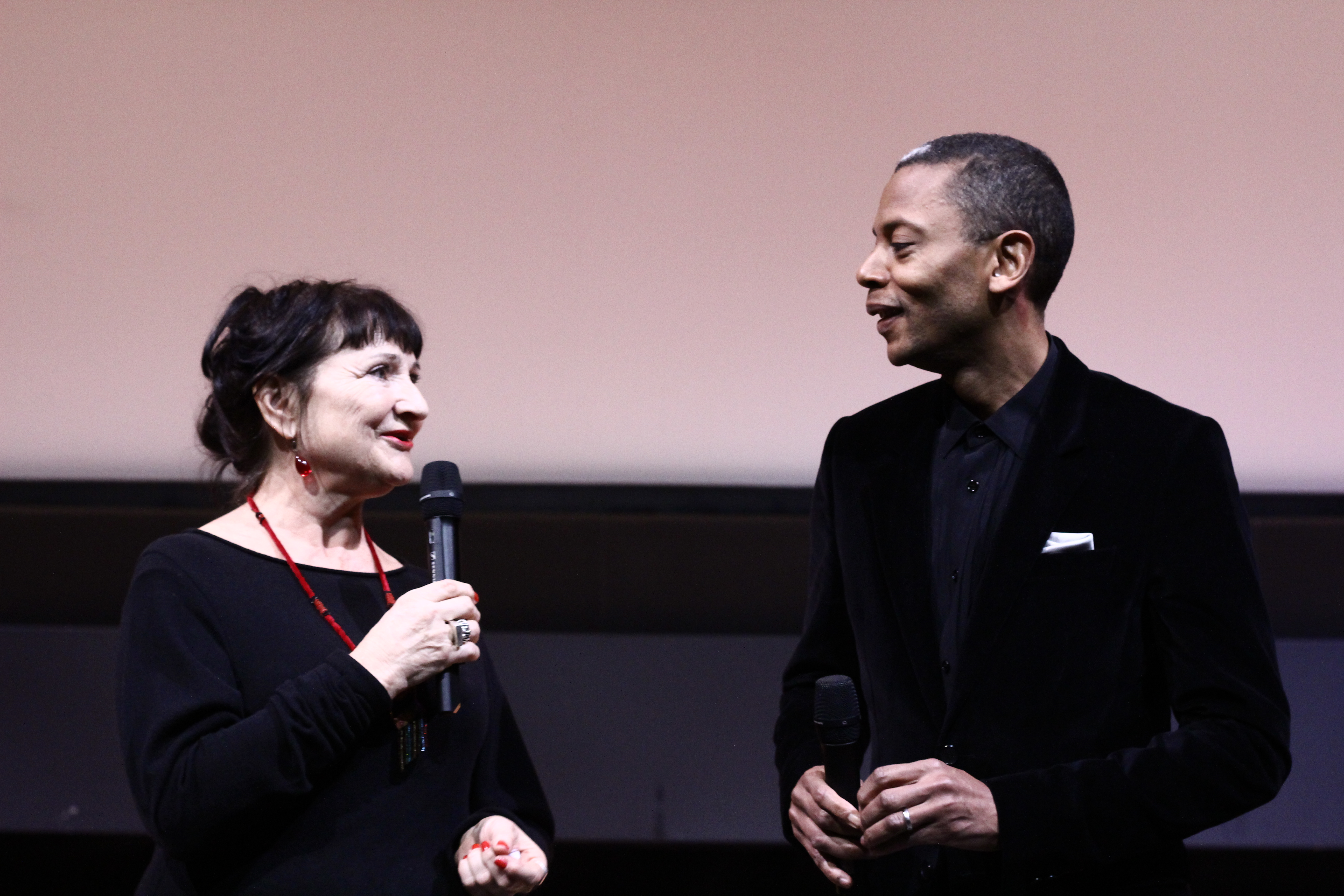
Jacqueline Caux et Jeff Mills à l'auditorium du Louvre en 2014.

Le style de musique des concerts ayant lieu à l'auditorium du Louvre sont variés, de la musique classique avec le pianiste Jean-Frédéric Neuburger à la techno avec le musicien Jeff Mills,.
Le musée donne des cartes blanches à certains artistes ou organise des concerts en lien avec les expositions actuelles présentées au musée,. Certains de ces concerts sont retransmis en direct. Ils sont accessibles sur la chaîne Youtube du musée du Louvre jusqu'à 6 mois après leur diffusion.